# Rangel (Angola)
Rangel és un dels sis districtes urbans que conformen el municipi de Luanda, a la província de Luanda, la capital d'Angola. Té 6,2 quilòmetres quadrats i prop de 261.000 habitants. Limita a l'oest amb Ingombota, al nord amb Sambizanga, a l'est amb Cazenga i al sud amb Kilamba Kiaxi i Maianga. És constituït per les comunes de Terra Nova, Rangel i Marçal.